# Vasalja
Vasalja ist eine ungarische Gemeinde im Kreis Körmend im Komitat Vas.

## Geografische Lage
Vasalja liegt 25 Kilometer südwestlich des Komitatssitzes Szombathely, 6 Kilometer westlich der Kreisstadt Körmend und grenzt im Südwesten an Österreich. Nachbargemeinden sind Pinkamindszent, Harasztifalu, Magyarnádalja und Kemestaródfa. Jenseits der Grenze liegt die österreichische Ortschaft Luising.

## Geschichte
Im Jahr 1913 gab es in der damaligen Kleingemeinde 100 Häuser und 720 Einwohner auf einer Fläche von 1974 Katastraljochen. Sie gehörte zu dieser Zeit zum Bezirk Körmend im Komitat Vas.

## Sehenswürdigkeiten
- Ehemaliges Schulgebäude, erbaut 1858
- Glockenturm
- Kruzifixe
- Römisch-katholische Kirche Szent István király
- Traditionelle Wohnhäuser
- Weltkriegsdenkmal

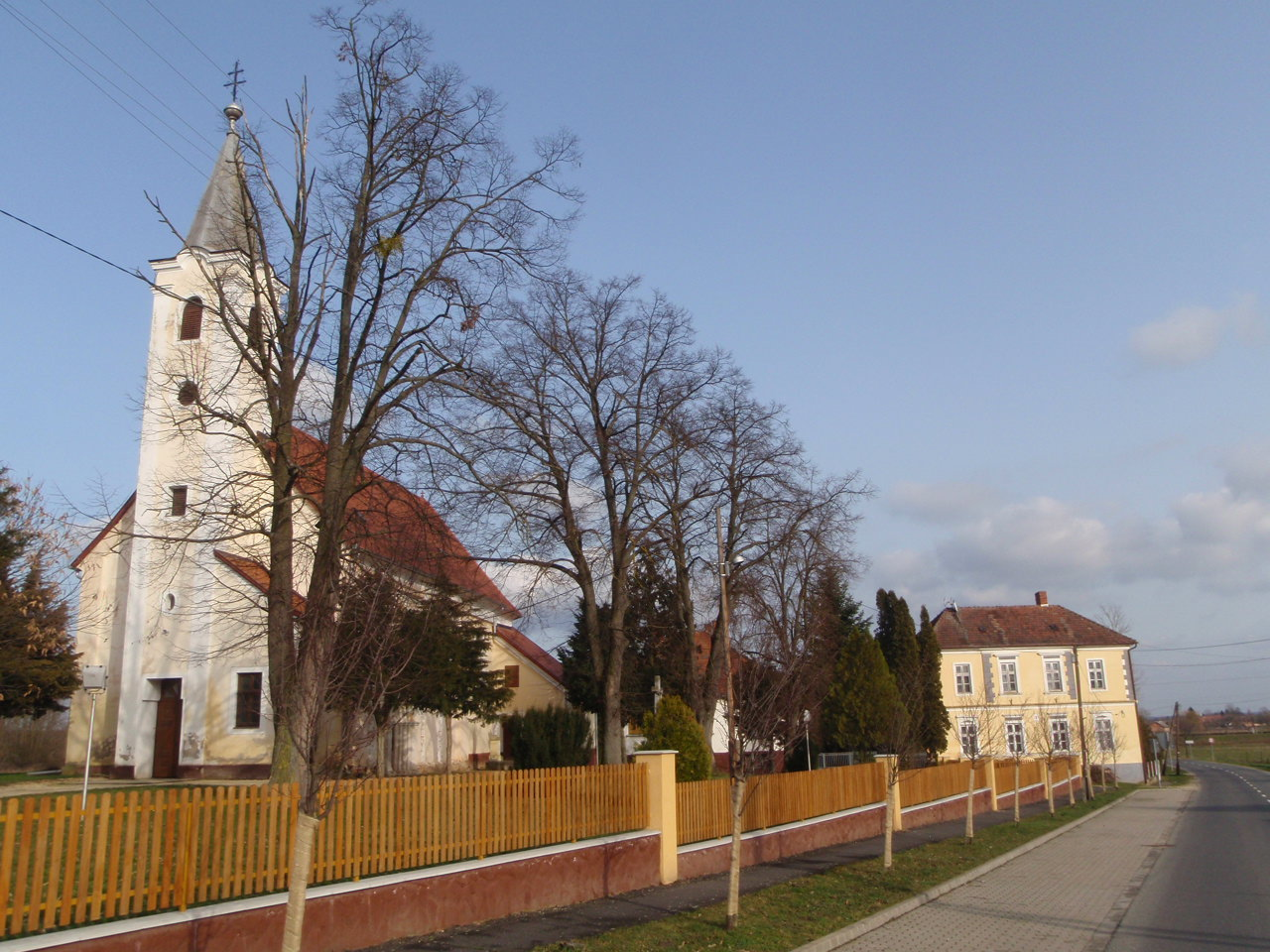
Kirche und ehemaligem Schulgebäude
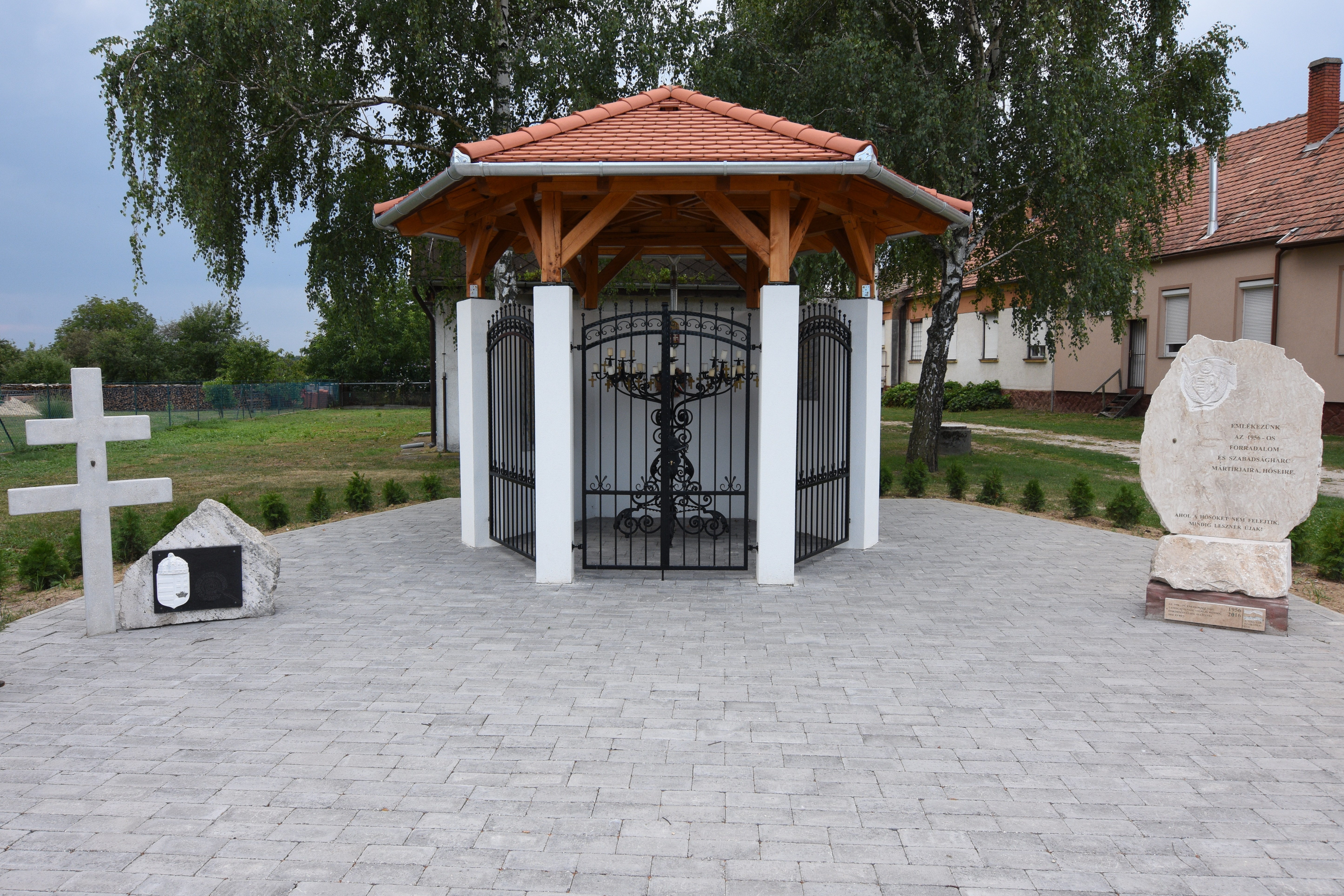
Weltkriegsdenkmal
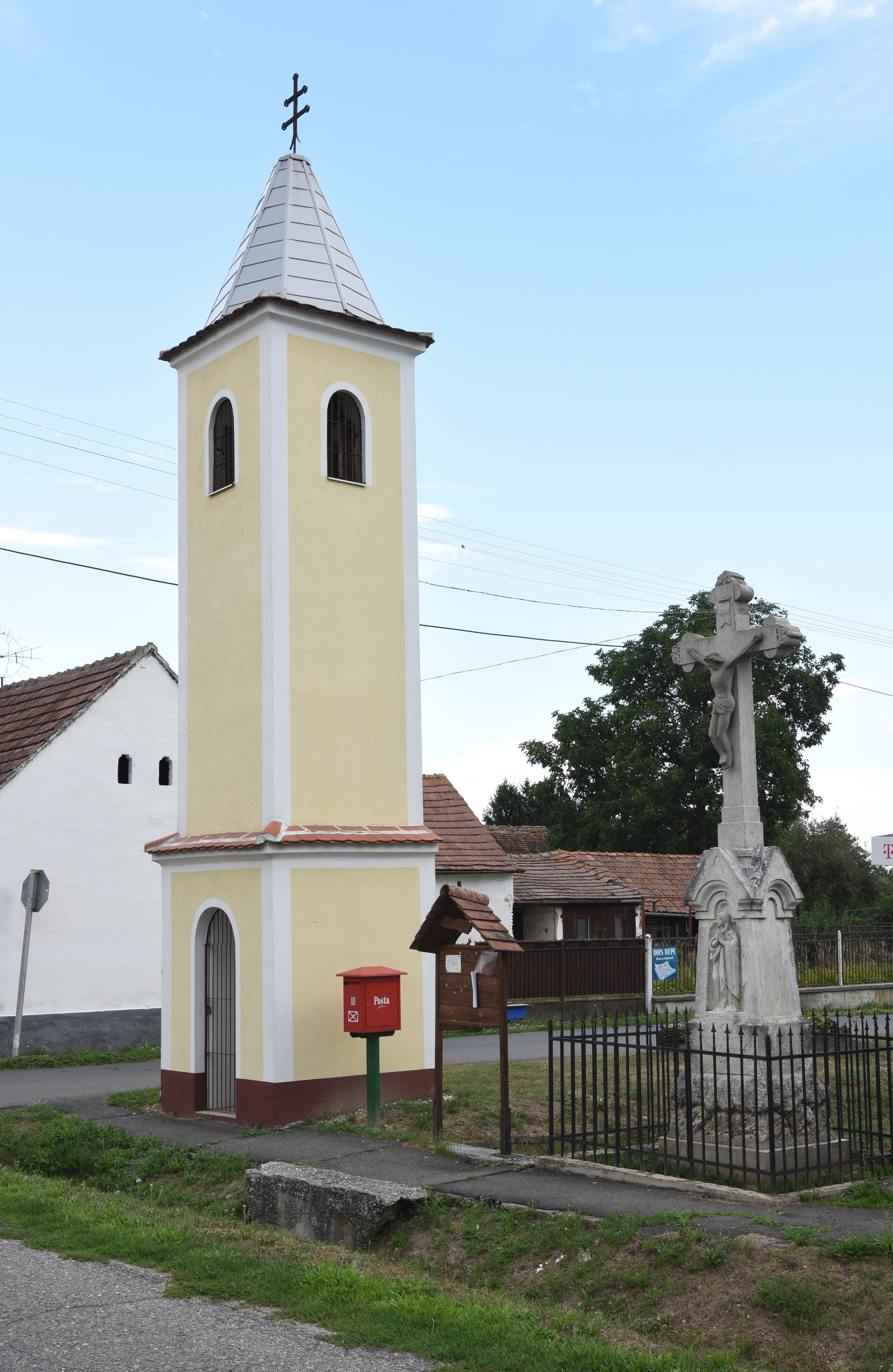
Glockenturm

## Verkehr
Durch das Gemeindegebiet verläuft die Landstraße Nr. 8708, von der die Landstraße Nr. 7452 in südliche Richtung abzweigt. Es bestehen Busverbindungen nach Pinkamindszent und Körmend. Der nächstgelegene Bahnhof befindet sich in zwei Kilometer Entfernung in Horvátnádalja.